# Alfred Baudrillart
Henri Marie Alfred Baudrillart, född 6 januari 1859, död 19 maj 1942, var en fransk katolsk teolog och kyrkohistoriker, son till Henri Baudrillart.
Baudrillart var lärare i historia vid det 1874 upprättade Institut catholique i Paris, blev rektor 1907, ärkebiskopens av Paris generalvikarie, samt ledamot av Franska Akademien. Baudrillart utgav en mängd, delvis starkt polemiska skrifter och varit ivrigt verksam för romersk-katolsk och antigermansk propaganda, särskilt genom den av honom under första världskriget instiftade Comité catholique de propagande française à l'étranger. År 1935 blev han upphöjd till kardinal.